# Triglav-Pippau
Der Triglav-Pippau (Crepis terglouensis) ist eine Pflanzenart aus der Gattung Pippau (Crepis) innerhalb der Familie der Korbblütler (Asteraceae).

## Beschreibung

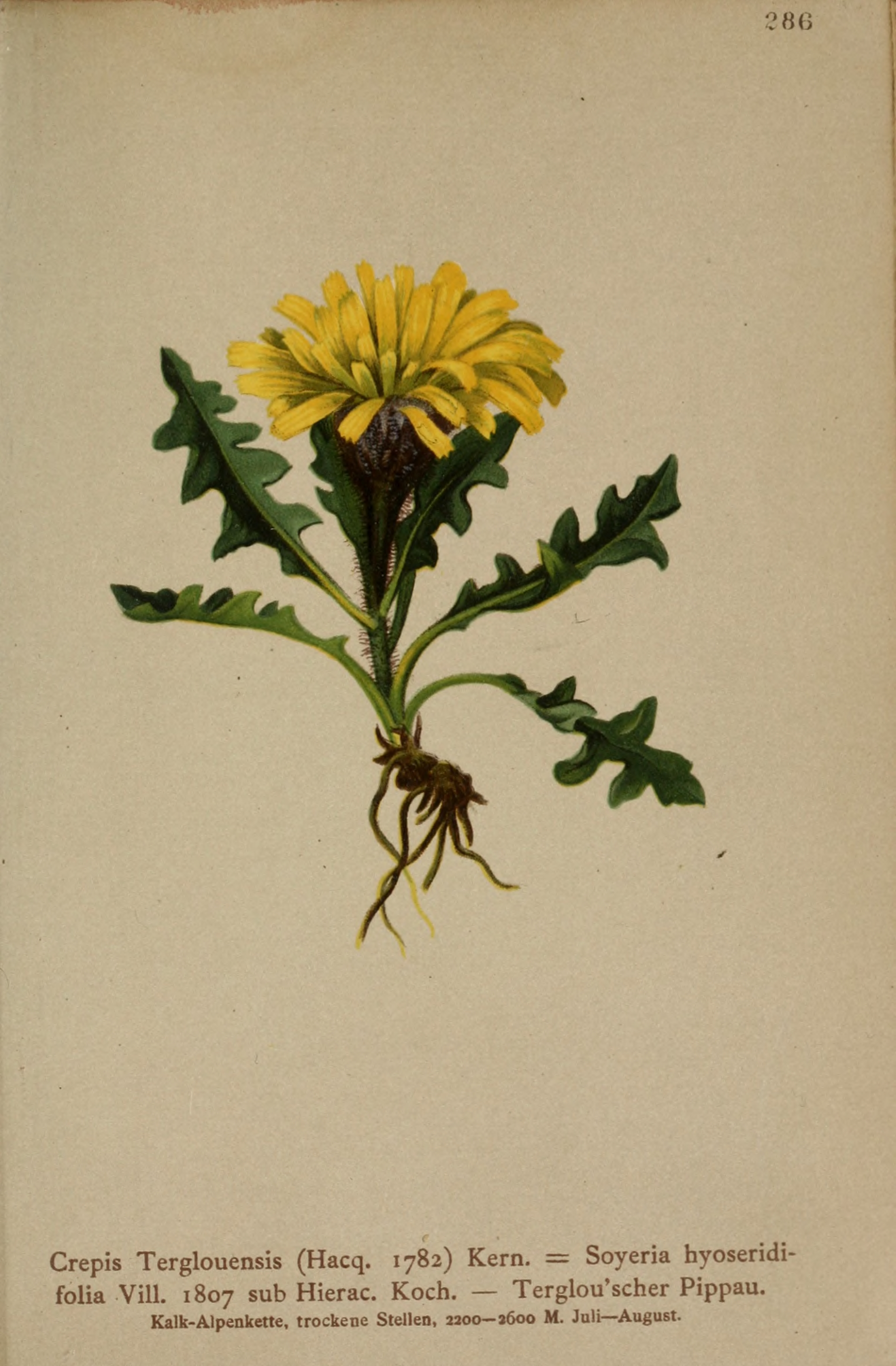
Triglav-Pippau (Crepis terglouensis), Illustration

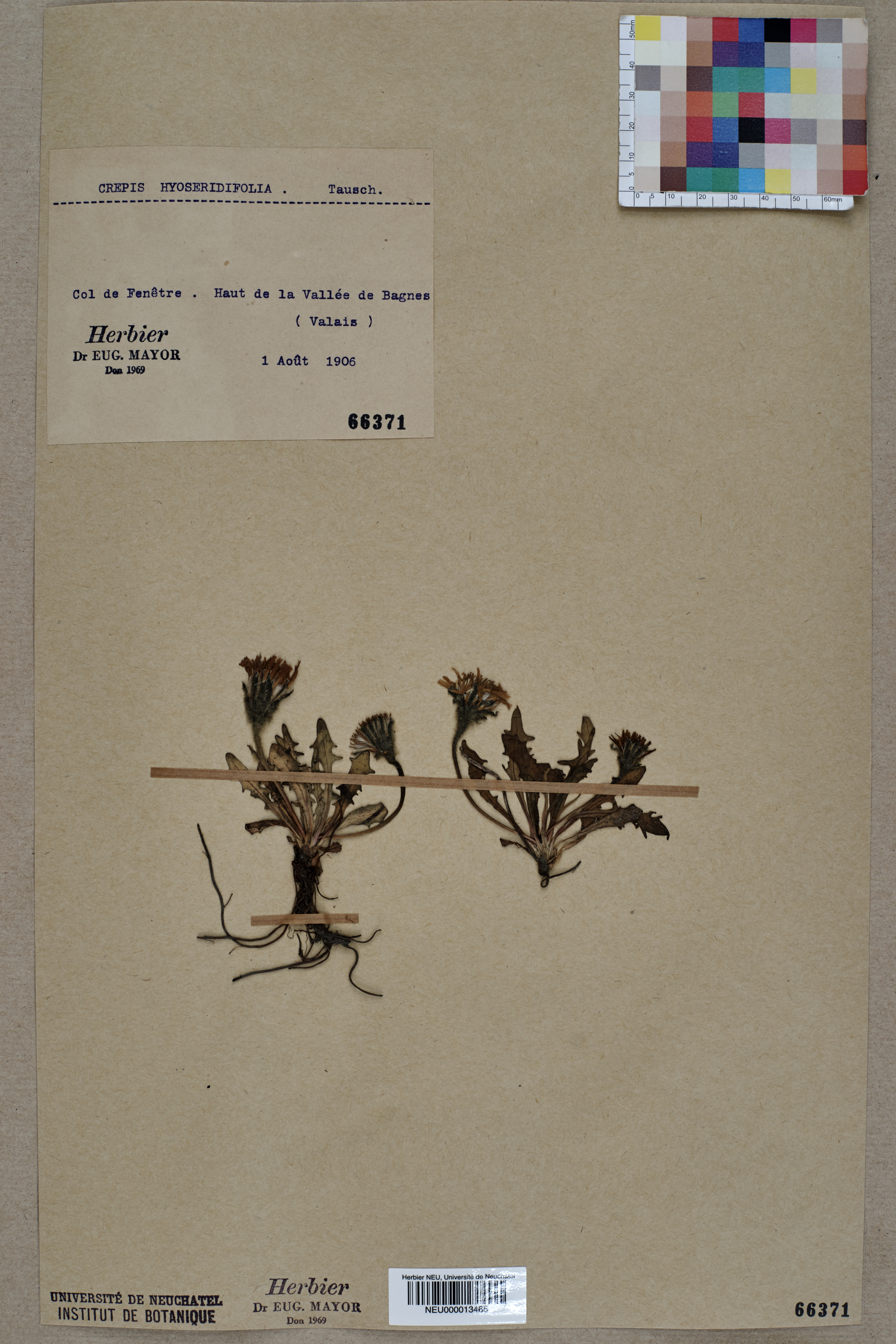
Herbarexemplar

### Vegetative Merkmale
Der Triglav-Pippau wächst als ausdauernde krautige Pflanze und erreicht Wuchshöhen von 3 bis 10 Zentimetern. Er besitzt einen beblätterten, aufrechten Stängel. Die schrotsägeförmig-fiederteiligen Laubblätter mit geflügelten Stielen besitzen breit dreieckige Lappen und wellige Buchten. Sie sind am Grund in einen Stiel zusammengezogen und kahl.

### Generative Merkmale
Die Blütezeit reicht von Juli bis September. Der unter dem Blütenkorbschaft ist verdickt. Der einzelne und endständige körbchenförmige Blütenstand weist einen Durchmesser von etwa 5 Zentimetern auf. Er ist auch oft von den obersten Stängelblättern umhüllt. Die Korbhülle ist fast halbkugelig mit abstehenden schwarzen Haaren, aber drüsenlos; sie ist 13 bis 18 Millimeter lang. Die Hüllblätter sind länglich-lanzettlich. Der Blütenkorb enthält nur goldgelbe Zungenblüten, die fast doppelt so lang wie die Hülle sind. Der Griffel ist gelb.
Die Achänen sind 4 bis 5 Millimeter lang und tragen 10 bis 13 deutliche glatte Rippen. Der Pappus ist weiß und so lang oder länger als die Achäne.
Die Chromosomenzahl beträgt 2n = 12.

## Ökologie
Der Triglav-Pippau ist ein lichtliebender Schuttpionier. Die Bestäubung erfolgt durch Insekten.

## Vorkommen
Der Triglav-Pippau gedeiht auf Rasen und Karbonat(fein)schutthalden in Höhenlagen von 1800 bis 2800 Metern. Crepis terglouensis ist eine Charakterart des Crepidetum terglouensis aus dem Verband Thlaspeion rotundifolii.
Crepis terglouensis ist in den Ostalpen von der Schweiz bis Niederösterreich verbreitet. Er ist in Österreich in den nördlichen Kalkalpen häufig, sehr selten in Niederösterreich, in den südlichen Kalkalpen zerstreut und in den Zentralalpen selten. Fehlt in Osttirol, Wien und im Burgenland. Es gibt Fundortangaben für die Schweiz, Liechtenstein, Österreich, Deutschland, Italien und Slowenien.
Der Triglav-Pippau steigt im Tiroler Teil der Allgäuer Alpen auf Kleinschutt westlich des Biberkopfs bis in eine Höhenlage von 2300 Meter auf. In den Bayerischen Alpen erreicht er eine Höhenlage von 2620 Meter, in Tirol 2719 Meter, in Salzburg 2550 Meter, in der Steiermark 2400 Meter, in Graubünden 2830 Meter und im Kanton Wallis 2500 Meter.
Die ökologischen Zeigerwerte nach Landolt et al. 2010 sind in der Schweiz: Feuchtezahl F = 3 (mäßig feucht), Lichtzahl L = 5 (sehr hell), Reaktionszahl R = 5 (basisch), Temperaturzahl T = 1 (alpin und nival), Nährstoffzahl N = 2 (nährstoffarm), Kontinentalitätszahl K = 3 (subozeanisch bis subkontinental).

## Taxonomie
Die Erstveröffentlichung erfolgte 1782 unter dem Namen (Basionym) Leontodon terglouensis durch Belsazar Hacquet in Plantae Alpinae Carniolicae, S. 11. Das Artepitheton terglouensis leitet sich vom Triglav ab, dem höchsten Berg der Julischen Alpen und Sloweniens, der Ende des 18. Jahrhunderts auch Terglou genannt wurde. Die Neukombination zu Crepis terglouensis (Hacq.) A.Kern. wurde 1881 durch Anton Kerner von Marilaun in Schedae ad Floram Exsiccatam Austro-Hungaricum, Band 1, S. 61 veröffentlicht.